# Луч на Острву
Луч на Острву (слч. Lúč na Ostrove, мађ. Lúcs) насељено је мјесто са административним статусом сеоске општине (слч. obec) у округу Дунајска Стреда, у Трнавском крају, Словачка Република.

## Становништво
| Година:    | 1994. | 2004.   | 2014.   | 2024.   |
| ---------- | ----- | ------- | ------- | ------- |
| Број људи: | 723   | 755     | 722     | 733     |
| Разлика:   |       | +4,42 % | -4,37 % | +1,52 % |

| Година:    | 2023. | 2024.   |
| ---------- | ----- | ------- |
| Број људи: | 713   | 733     |
| Разлика:   |       | +2,80 % |

Према подацима о броју становника из 2011. године насеље је имало 749 становника.